# 莊信德
莊信德（1950年—），加拿大政治人物，2001年-2005年間以卑詩自由黨黨員身份擔任卑詩省議會溫哥華菲沙圍選區議員，在此前後則於1993年-2001年和2008年-2018年間任職列治文市議會議員。

## 生平
莊信德生於卑詩省溫哥華，在該市的菲沙圍區長大，1968年從基拉尼中學畢業。他曾修讀於卑詩大學，1976年獲取註冊會計師資格後執業。他從1986年起出任列治文儲畜信用社董事，並於1995年-98年間出任該社董事會主席。該社併入康富儲畜後，他亦任其董事。他亦曾任諾威克斯運輸公司（Novex Delivery Solutions）的總裁。
他從1976年起居於列治文，1993年首度當選列治文市議會議員，並於1996年和1999年市選中連任。2001年卑詩省省選，莊信德代表卑詩自由黨競逐省議會溫哥華菲沙圍選區議席，以4546票之差擊敗尋求連任的新民主黨候選人堅偉度，當選該區省議員。他在該屆省議會中出任執政黨黨團政府運作委員會，以及衛生和公營企業常務委員會等會成員。2005年省選，歐博理獲自由黨黨魁金寶爾招攬，取代莊信德成為該黨的溫哥華菲沙圍選區候選人。
莊信德卸任省議員後，於2008年代表列治文優先黨（Richmond First）競逐市選，並順利重返市議會。他於2011年市選再度以列治文優先黨候選人身份連任，2014年市選轉投列治文社區聯盟（Richmond Community Coalition）並連任市議員，2018年市選則在眾候選人得票中排名第12位而連任失敗。
他於1972年與黛安（Diane）結婚，兩人育有兩名子女。